# 숙인 리
숙인 리(Sook-Yin Lee)는 캐나다의 배우이자 가수이다.

## 출연 작품
- 트루 러브 (2010)
- 새미의 카니보어 (2009)
- 토론토 스토리스 (2008)
- 숏버스 (2006)
- 잠그지 않은 (2005)
- 3개의 주사기 (2005)
- 소녀는 싱크대를 치운다 (2004)
- 우양의 간계 (2001)
- 헤드윅 (2001)
- 흑과 백 (1995)
- 헤이, 켈리! (1992)
- 파이브 페미니스트 미니츠 (1990)